# Базанов, Василий Григорьевич
Васи́лий Григо́рьевич База́нов (14 (27) октября 1911, Вожерово, Кологривский уезд, Костромская губерния — 16 февраля 1981, Комарово, Ленинградская область) — советский литературовед и фольклорист, специалист в области русской литературы XIX века, истории литературных организаций и течений.
Занимался проблемами творчества писателей-декабристов и революционных народников, исследовал «новокрестьянскую» поэзию Серебряного века. Член-корреспондент АН СССР c 29 июня 1962 года по Отделению литературы и языка (литературоведение).

## Биография
Окончил Галичскую школу II ступени с педагогическим уклоном (1927). Будучи школьником, сотрудничал с районной газетой «Плуг и молот». В 1928 году поступил в Ярославский педагогический институт, затем перевёлся на отделение общественно-литературных наук педагогического факультета Нижегородского университета (1931). Обучался в аспирантуре по истории русской литературы при Ленинградском государственном институте речевой культуры.
Получил распределение в Петрозаводск, где работал заведующим кафедрой КГПИ (1934—1940). С 1934 года — старший научный сотрудник, с 1944 года — заведующий отделом фольклора Карельского научно-исследовательского института. Основатель и первый декан (1940—1948) историко-филологического факультета КФГУ. Во время Великой Отечественной войны находился в эвакуации в Сыктывкаре. С 1946 года — член ВКП(б). Доктор филологических наук (1948), профессор. В 1948—1952 годах возглавлял отдел литературы в Институте языка, литературы и истории Карело-Финского филиала АН СССР.
С 1950-х годов работал в Ленинграде, заведовал кафедрой журналистики ЛГУ. Главный редактор журнала «Русская литература» (1958—1968). В 1965—1975 годах — директор ИРЛИ АН СССР.
Входил в состав редакции альманаха «Карелия» и правления Союза писателей Карельской АССР. Член главных редакций академических серий «Библиотека русского фольклора Карелии» (1947—1948) и «Памятники русского фольклора» (1960—1981), член редколлегий серий «Русский фольклор» (1956—1972), «Русская литература и фольклор» (1970—1981), «Литературное наследство» (1971—1981). Подготовил издания Ф. Н. Глинки (1957, «Избранные произведения») и «Поэзия крестьянских праздников» (1970) в большой серии «Библиотеки поэта»; Ф. Н. Глинки (1951, «Стихотворения»), В. Ф. Раевского (1952) и А. И. Одоевского (1954) в малой серии «Библиотеки поэта». Также готовил издания произведений В. А. Жуковского («Стихотворения»; 1956, совм. с А. Г. Дементьевым), К. Ф. Рылеева («Стихотворения. Статьи. Очерки. Докладные записки. Письма», 1956), Н. А. Клюева («Избранное», 1981) и др. Руководил подготовкой издания «Полного собрания сочинений» Ф. М. Достоевского.
Сын Николай (1934—2003) — демограф, кандидат медицинских наук, внуки Андрей (род. 1960), экономист, кандидат экономических наук, и П. Н. Базанов (род. 1969), историк. 

## Основные работы
Монографии
- Базанов В. Г. Из литературной полемики 60-х годов. — Петрозаводск: Госиздат Карело-Фин. ССР, 1941. — 194 с.
- Базанов В. Г. Поэзия Печоры: Научно-популярный очерк. — Сыктывкар: Коми госиздат, 1943. — 76 с.
- Базанов В. Г. За колючей проволокой: Из дневника собирателя народной словесности / Науч.-иссл. ин-т культуры Карело-Фин. ССР. — Петрозаводск: Гос. изд-во Карело-Фин. ССР, 1945. — 72 с.
- Базанов В. Г. Карельские поэмы Фёдора Глинки. — Петрозаводск: Гос. изд-во Карело-Фин. ССР, 1945. — 128 с.
- Базанов В. Г. Народная словесность Карелии. — Петрозаводск: Гос. изд-во Карело-Фин. ССР, 1947. — 280 с.
- Базанов В. Г. Вольное общество любителей российской словесности. — Петрозаводск, 1949.
- Базанов В. Г. Владимир Федосеевич Раевский: Новые материалы / АН СССР. Ин-т рус. литературы (Пушкинский дом). — Л.; М.: Изд-во АН СССР, 1949. — 216 с.
- Базанов В. Г. Павел Иванович Якушкин. — Орёл: Орловская правда, 1950. — 80 с. — 6000 экз.
- Базанов В. Г. Поэты-декабристы (К. Ф. Рылеев, В. К. Кюхельбекер, А. И. Одоевский). — М.—Л., 1950.
- Базанов В. Г. Поэтическое наследие Фёдора Глинки (1810—1830-е гг.). — Петрозаводск, 1950.
- Базанов В. Г. Декабристы в Кишиневе. — Кишинев, 1951.
- Базанов В. Г. Очерки декабристской литературы. — М., 1953. — Т. 1.
  - Базанов В. Г. Очерки декабристской литературы. — М.—Л., 1961. — Т. 2.
- Базанов В. Г. Карелия в русской литературе и фольклористике XIX в.. — Петрозаводск, 1955.
- Базанов В. Г. (редактор). 50 лет Пушкинского дома (1905—1955). — 1956.
- Базанов В. Г. Учёная республика. — М.—Л., 1964.
- Базанов В. Г. (редактор). Советское литературоведение за 50 лет. — 1968.
- Базанов В. Г., Фридлендер Г. М. Достоевский и его время. — 1971.
- Базанов В. Г., Виноградов В. В., Фридлендер Г. М. Исследования по поэтике и стилистике. — Л., 1972.
- Базанов В. Г. От фольклора к народной книге. — Л., 1973.
  - Базанов В. Г. От фольклора к народной книге. — 2-е изд. — Л., 1983.
- Базанов В. Г. Русские революционные демократы и народознание. — Л., 1974.
- Базанов В. Г. (редактор). Культурное наследие Древней Руси: истоки, становление, традиции. — 1976.
- Базанов В. Г. (редактор). Русско-болгарские фольклорные и литературные связи. — 1976. — Т. 1.
  - Базанов В. Г. (редактор). Русско-болгарские фольклорные и литературные связи. — 1977. — Т. 2.
- Базанов В. Г. (редактор). Миф — фольклор — литература. — 1978.
- Базанов В. Г. Поэзия русского Севера: карельские статьи и очерки. — Петрозаводск, 1981.

- Базанов В. Г. Сергей Есенин и крестьянская Россия. — Л., 1982.
- Базанов В. Г., Ширмаков П. П. Творчество И. С. Соколова-Микитова: Сборник / АН СССР, Ин-т рус. лит. (Пушкин. дом); Редкол.: П. П. Ширмаков (отв. ред.) и др. — Л.: Наука. Ленингр. отд-ние, 1983. — 296 с.
- Базанов В. Г. Фольклор. Русская поэзия начала XX века. — 1988.
- Базанов В. Г. С родного берега: о поэзии Николая Клюева. — 1990.

Статьи
- «О поэзии Ф. Н. Глинки» // «Литературный критик», 1938, № 9—10
- «Проблема эстетического отношения фольклора к действительности у Н. Г. Чернышевского» // «Русская литература», 1958, № 1
- «Новые люди или нигилисты? (К истории русского демократического народоведения)» // «Русская литература», 1959, № 2
- «Поэма „Кому на Руси жить хорошо“ и крестьянское политическое красноречие» // «Русская литература», 1959, № 3
- «Добролюбов и народознание» // «Русская литература», 1962, № 2
- «Заметки фольклориста» // «Русская литература», 1966, № 2
- «„Капитал“ К. Маркса в годы „хождения в народ“ в России (1872—1875)» // «Русская литература», 1968, № 3

## Награды
Был награждён орденом Трудового Красного Знамени (1975).